# Щепанув (Малопольське воєводство)
Щепанув (пол. Szczepanów) — село в Польщі, у гміні Бжесько Бжеського повіту Малопольського воєводства.
Населення — 966 осіб (2011).

## Демографія
Демографічна структура станом на 31 березня 2011 року:
|          | Загалом | Допрацездатний вік | Працездатний вік | Постпрацездатний вік |
| -------- | ------- | ------------------ | ---------------- | -------------------- |
| Чоловіки | 479     | 107                | 326              | 46                   |
| Жінки    | 487     | 109                | 290              | 88                   |
| Разом    | 966     | 216                | 616              | 134                  |